# Ngày cựu chiến binh
Ngày cựu chiến binh, ban đầu là ngày Ngày đình chiến, là ngày lễ mỗi năm một lần tại Hoa Kỳ để tôn vinh các cựu chiến binh. Nó là một ngày lễ toàn quốc được tổ chức mỗi năm vào ngày 11 tháng 11. Nó trùng ngày với các lễ khác như Ngày đình chiến hoặc Ngày tưởng niệm, là những lễ được tổ chức ở những nơi khác trên thế giới. Ngày này cũng là ngày đánh dấu sự kết thúc của Chiến tranh thế giới thứ nhất. (các chiến trường chính thức ngừng chiến vào lúc 11 giờ ngày 11 tháng 11 năm 1918 khi Đức ký bản ngừng chiến.)
Ngày Cựu chiến binh không nên bị nhầm lẫn với Ngày Chiến sĩ trận vong; Ngày Cựu chiến binh là ngày kỷ niệm những công sức của tất cả các cựu chiến binh Mỹ dù còn sống hay đã tử vong, trong khi Ngày Chiến sĩ trận vong là một ngày để nhớ những người nam nữ đã hy sinh cuộc sống của họ và những người thiệt mạng trong khi phục vụ.

## Lịch sử
Tổng thống Woodrow Wilson là người đầu tiên ngày lễ đình chiến vào ngày 11 tháng 11 năm 1919. Trong khi công bố ngày lễ, ông nói
"Đối với chúng ta ở châu Mỹ, sự phản ánh của ngày đình chiến sẽ được bao phủ bởi niềm tự hào của tinh thần anh hùng của những chiến binh dũng cảm đã hy sinh ngã xuống để phục vụ đất nước và chúng ta hãy bày tỏ lòng biết ơn về chiến thắng họ đã mang lại. Vì nó đã mang lại cơ hội cho Hoa Kỳ bày tỏ lòng cảm thông với hòa bình và công bằng thịnh vượng trên toàn thế giới."
Quốc hội Hoa Kỳ phê chuẩn kiến nghị 7 năm sau đó vào ngày 4 tháng 6 năm 1926, đề nghị lên tổng thống Calvin Coolidge công bố thêm lần nữa để tưởng niệm ngày 11 tháng 11. Sắc luật (52 Stat. 351; 5 U.S. Code, Sec. 87a) được phê chuẩn vào ngày 13 tháng 5 năm 1938, chính thức tuyên bố ngày 11 tháng 11 mỗi năm là ngày lễ chính thức toàn quốc; "nó là ngày dùng để hiến dâng cho hòa bình thế giới và sau đó ăn mừng 'Ngày đình chiến'."
Vào năm 1953, một người đàn ông tên Alvin King ở Emporia, Kansas, người chủ của một cửa hàng sửa dày, dép. Ông có một ý tưởng là mở rộng Ngày đình chiến để kỷ niệm không những người người đã chết trong Chiến tranh thế giới thứ nhất mà cho tất cả những cựu chiến binh từ trước tới nay. King hoạt động tích cực trong hội American War Dads trong Chiến tranh thế giới thứ hai. Ông bắt đầu mở chiến dịch kêu gọi đổi Ngày đình chiến thành ngày "Ngày cựu chiến binh". Viện thương mại ở Emporia ủng hộ chiến dịch của ông bằng cách 90% các cửa hàng đóng cửa vào ngày 11 tháng 11 để tôn vinh các cựu chiến binh. Với sự giúp đỡ của đại biểu quốc hội Ed Rees, người đến từ Emporia, đã cho ra dự luật và đã được quốc hội phê chuẩn. Tổng thống Dwight Eisenhower ký dự luật thành luật chính thức vào ngày 26 tháng 5 năm 1954.
Quốc hội thay đổi Ngày đình chiến thành Ngày cựu chiến binh vào ngày 1 tháng 6 năm 1954. Nó đã trở thành Ngày cựu chiến binh từ đó tới giờ.
Tuy ngày gốc của lễ tưởng niệm là ngày 11 tháng 11 hàng năm nhưng từ năm 1971 dựa vào luật Uniform Monday Holiday Act, Ngày cựu chiến binh được tính vào ngày thứ Hai của tuần thứ 4 trong tháng 10. Vào năm 1978, nó được chuyển lại như cũ là ngày 11 tháng 11.

## Hình ảnh

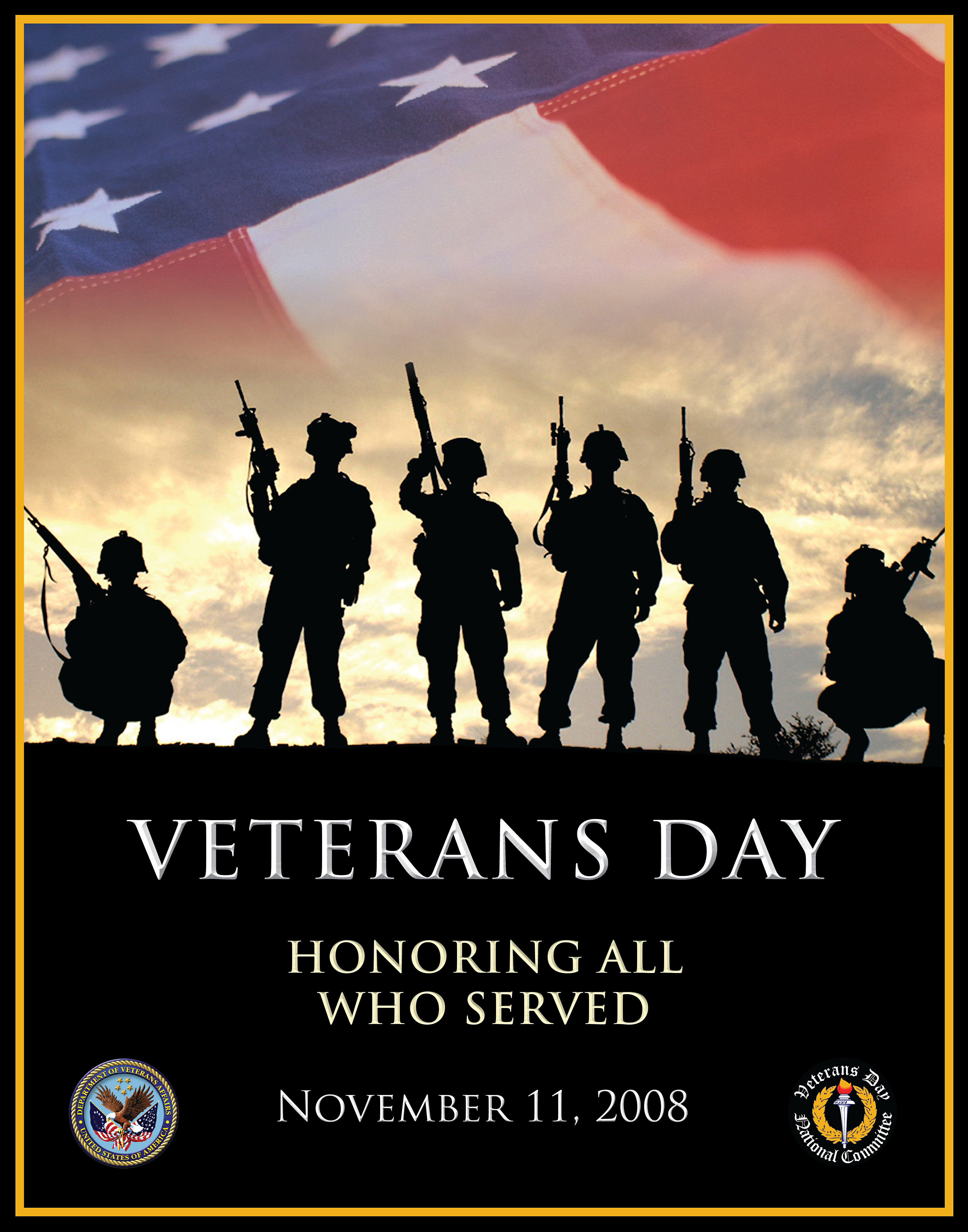
Bích chương năm 2008
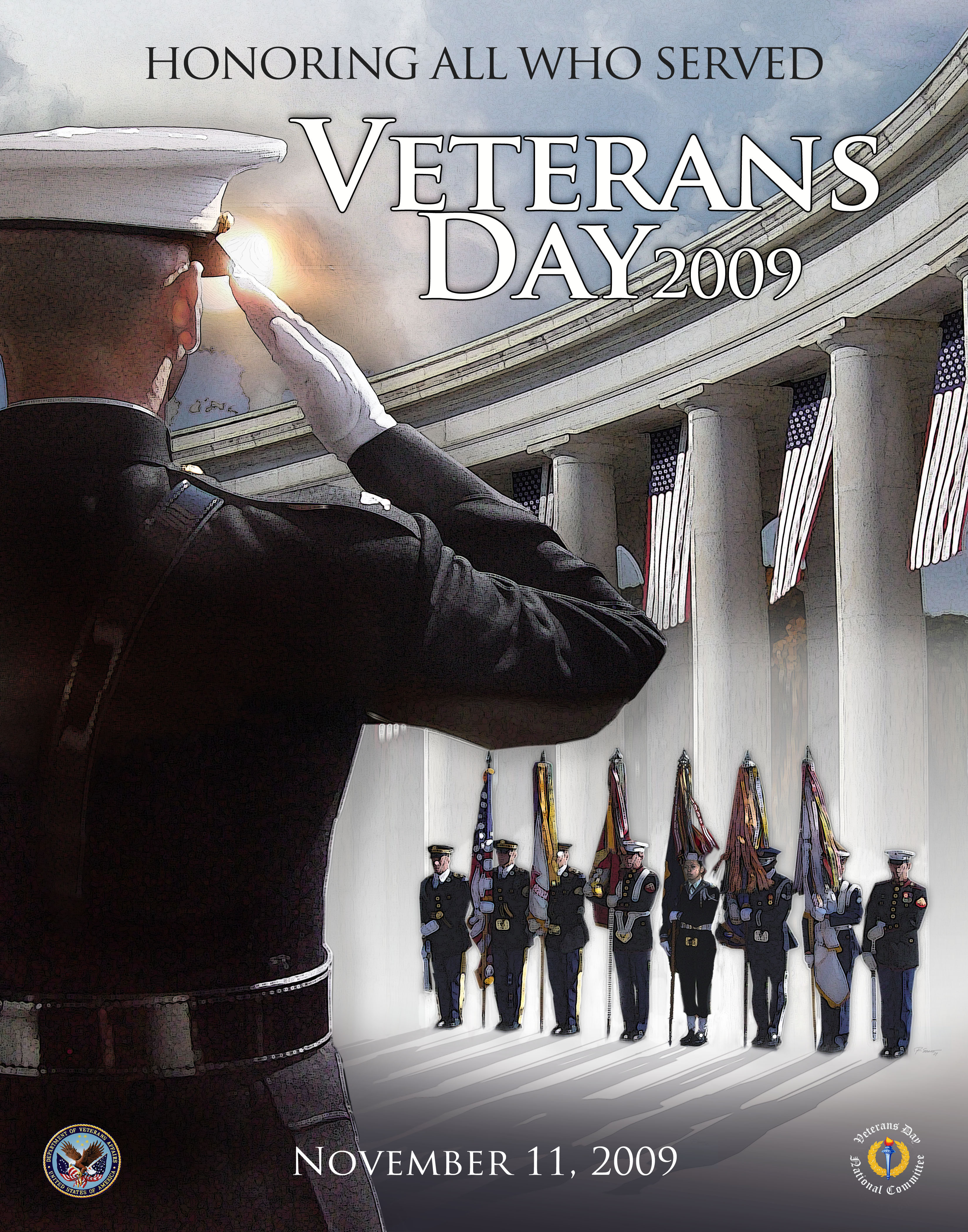
Bích chương năm 2009
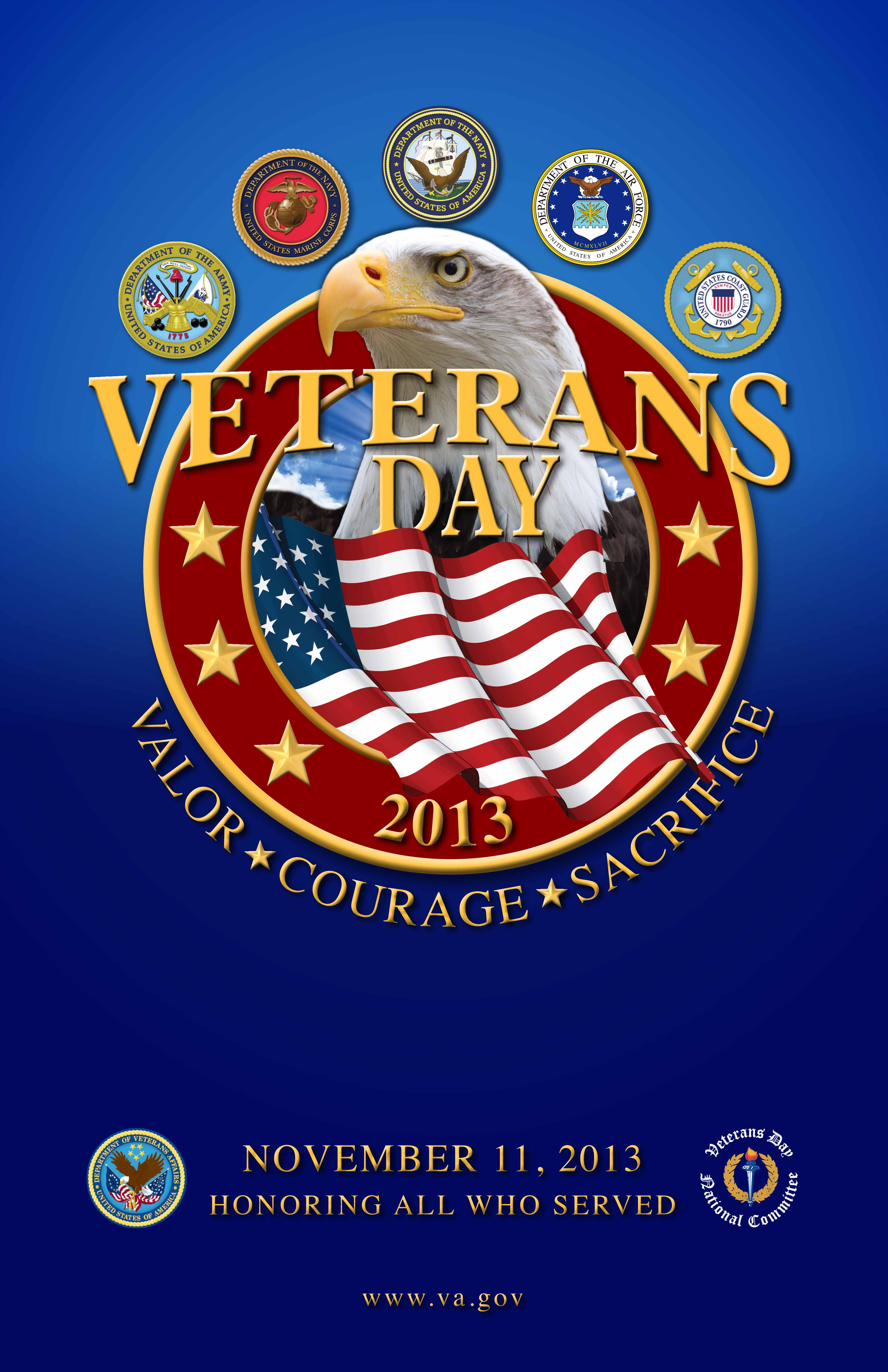
Bich chương năm 2013